# Pseudogynoxys poeppigii
Pseudogynoxys poeppigii là một loài thực vật có hoa trong họ Cúc. Loài này được (DC.) H.Rob. & Cuatrec. miêu tả khoa học đầu tiên năm 1977.